# Pharetrophora polita
Pharetrophora polita är en stekelart som beskrevs av Narolsky 1994. Pharetrophora polita ingår i släktet Pharetrophora och familjen brokparasitsteklar. Inga underarter finns listade i Catalogue of Life.